# Borgo San Giovanni
Borgo San Giovanni (lombardul: Burgh San Giuàn) település Olaszországban, Lombardia régióban, Lodi megyében. Lakosainak száma 2475 fő (2023. január 1.). Borgo San Giovanni Castiraga Vidardo, Lodi Vecchio, Pieve Fissiraga, Salerano sul Lambro és Sant’Angelo Lodigiano községekkel határos.

## Népesség
A település népességének változása:
| Lakosok száma | 2407 | 2445 | 2475 |
|               | 2017 | 2018 | 2023 |